# Hydrophorus innotatus
Hydrophorus innotatus är en tvåvingeart som beskrevs av Friedrich Hermann Loew 1864. Hydrophorus innotatus ingår i släktet Hydrophorus och familjen styltflugor. Inga underarter finns listade i Catalogue of Life.